# برناردو بارگاس
برناردو بارگاس (انگلیسی: Bernardo Vargas؛ زادهٔ ۳۱ مارس ۱۹۳۹) بازیکن فوتبال اهل آرژانتین است.
از باشگاه‌هایی که در آن بازی کرده‌است می‌توان به باشگاه فوتبال آمریکا، باشگاه فوتبال راسینگ کلوب آویاندا، و باشگاه فوتبال آرژانتینوس جونیورز اشاره کرد.